# Salma Hayek
Salma Hayek Pinault (született Salma Valgarma Hayek Jiménez; Coatzacoalcos, 1966. szeptember 2. –) mexikói-amerikai színésznő, filmproducer. 
Pályafutását Mexikóban kezdte a Teresa című telenovellával. Szerepelt a Csodák utcája (1995) című mexikói romantikus filmdrámában, amelyért Ariel-díjra jelölték. 1991-ben Hollywoodba költözött, ezután olyan filmekben kapott szerepet, mint a Desperado (1995), az Alkonyattól pirkadatig (1996), a Wild Wild West – Vadiúj vadnyugat (1999) és a Dogma (1999).
Áttörést hozó alakítása a 2002-es Frida című életrajzi filmdrámában volt. Frida Kahlo mexikói festőművész megformálásáért Oscar-, BAFTA-, Golden Globe- és Screen Actors Guild-díjra jelölték.

## Élete és pályafutása
Salma Hayek Jiménez mexikói Coatzacoalcos-ban (Veracruz) született. Édesapja Sami Hayek Domínguez libanoni-mexikói származású politikus és kereskedő, míg édesanyja Diana Jiménez operaénekes. Kiskorától kezdve az egyesült államokbeli Louisianában tanult és Texasban élt. Mexikóba visszatérve nemzetközi kapcsolatokat tanult az Universidad Iberoamercianán. Egyetemi tanulmányait – szülei akarata ellenére – félbeszakította, mivel inkább a színészkedés után vágyódott. 
Első szerepét az Aladdin és a csodalámpa című színházi komédiában játszotta. Egy televíziórendező fedezte fel a filmek számára, amikor felajánlott a fiatal Salmának egy szerepet az Egy új hajnal c. teleregényben. Lenyűgöző szépségének köszönhetően a második szerepét a Teresa c. teleregény főszerepében kapta meg. A Teresa egész Mexikóban nagy nézettségre tett szert.

## Magánélete
Hayek honosított Egyesült Államokbeli állampolgár. A Ramtha's School of Enlightenment-ben tanult, emellett a jóga gyakorlója. A katolikus nevelésű Hayek egy 2007-es interjúban kijelentette, hogy már hosszú ideje nem hívő, és nem hisz az egyházban sem, részben azért, mert nem ért egyet az olyan praktikákkal, mint az óvszer-ellenes afrikai kampány, ahol szerinte az AIDS és a túlnépesedés uralkodik, bár tisztázta, hogy még mindig hisz Jézus Krisztusban és Istenben.
2007. március 9-én Hayek megerősítette eljegyzését a francia milliárdos és Kering vezérigazgató François-Henri Pinaulttal, valamint várandósságát. 2007. szeptember 21-én világra hozta Valentina Paloma Pinault nevű kislányukat a kaliforniai Los Angeles-i Cedars-Sinai Orvosi Központban. 2009. Valentin-napján házasodtak össze Párizsban. 2009. április 25-én megújították fogadalmukat Velencében.

## Filmográfia

### Film
| Év   | Magyar cím                            | Eredeti cím                              | Szerep                     | Magyar hang         | Rendező                |
| ---- | ------------------------------------- | ---------------------------------------- | -------------------------- | ------------------- | ---------------------- |
| 1993 |                                       | Mi Vida Loca                             | Gata                       |                     | Allison Anders         |
| 1995 | Csodák utcája                         | El callejón de los milagros              | Alma                       | Gubás Gabi          | Jorge Fons             |
| 1995 | Desperado                             | Desperado                                | Carolina                   | Kocsis Judit        | Robert Rodríguez (1.)  |
| 1995 | Tiszta játszma                        | Fair Game                                | Rita                       | Farkasinszky Edit   | Andrew Sipes (1.)      |
| 1995 | Négy szoba                            | Four Rooms                               | táncosnő a TV-ben          | nem szólal meg      | Allison Anders (2.)    |
| 1995 | Négy szoba                            | Four Rooms                               | táncosnő a TV-ben          | nem szólal meg      | Alexandre Rockwell     |
| 1995 | Négy szoba                            | Four Rooms                               | táncosnő a TV-ben          | nem szólal meg      | Robert Rodríguez (2.)  |
| 1995 | Négy szoba                            | Four Rooms                               | táncosnő a TV-ben          | nem szólal meg      | Quentin Tarantino      |
| 1996 | Alkonyattól pirkadatig                | From Dusk Till Dawn                      | Santanico Pandemonium      | Ősi Ildikó          | Robert Rodríguez (3.)  |
| 1996 |                                       | Follow Me Home                           | Betty                      |                     | Peter Bratt            |
| 1996 | Ámokfutam                             | Fled                                     | Cora                       | Détár Enikő         | Kevin Hooks            |
| 1996 | Ámokfutam                             | Fled                                     | Cora                       | Kéri Kitty          | Kevin Hooks            |
| 1997 | Bolond szél fúj                       | Fools Rush In                            | Isabel Fuentes             | Balázs Ágnes        | Andy Tennant           |
| 1997 | Szakíts, ha bírsz                     | Breaking Up                              | Monica                     |                     | Robert Greenwald       |
| 1998 | 54                                    | 54                                       | Anita Randazzo             | Majsai-Nyilas Tünde | Mark Christopher       |
| 1998 | Begerjedve                            | The Velocity of Gary                     | Mary Carmen                | Báthory Orsolya     | Dan Ireland            |
| 1998 | Faculty – Az invázium                 | The Faculty                              | Rosa Harper nővér          | Sz. Nagy Ildikó     | Robert Rodríguez (4.)  |
| 1999 | Az ezredes úrnak nincs, aki írjon     | El coronel no tiene quien le escriba     | Julia                      |                     | Arturo Ripstein        |
| 1999 | Dogma                                 | Dogma                                    | Múzsa                      | Majsai-Nyilas Tünde | Kevin Smith            |
| 1999 | Wild Wild West – Vadiúj vadnyugat     | Wild Wild West                           | Rita Escobar               | Ullmann Mónika      | Barry Sonnenfeld       |
| 2000 | Timecode                              | Timecode                                 | Rose                       | Bogdányi Titanilla  | Mike Figgis (1.)       |
| 2000 | Az eltapsolt pénz                     | Living It Up                             | Lola                       | Timkó Eszter        | Antonio Cuadri         |
| 2000 | Kötöznivaló bolondok                  | Chain of Fools                           | Meredith Kolko             | Kéri Kitty          | Traktor                |
| 2000 | Traffic                               | Traffic                                  | Rosario (cameo)            |                     | Steven Soderbergh (1.) |
| 2001 | Szálló                                | Hotel                                    | Charlee Boux               |                     | Mike Figgis (2.)       |
| 2002 | Frida                                 | Frida                                    | Frida Kahlo                | Tóth Auguszta       | Julie Taymor (1.)      |
| 2003 | Kémkölykök 3-D – Game Over            | Spy Kids 3-D: Game Over                  | Francesca Giggles          | Bíró Kriszta        | Robert Rodríguez (5.)  |
| 2003 | Volt egyszer egy Mexikó               | Once Upon a Time in Mexico               | Carolina                   | Gubás Gabi          | Robert Rodríguez (6.)  |
| 2004 | Az utolsó gyémántrablás               | After the Sunset                         | Lola Cirillo               | Gubás Gabi          | Brett Ratner           |
| 2006 | Kárhozott szeretők                    | Ask the Dust                             | Camilla López              | Gubás Gabi          | Robert Towne           |
| 2006 | Las Bandidas                          | Bandidas                                 | Sara Sandoval              | Gubás Gabi          | Joachim Rønning        |
| 2006 | Las Bandidas                          | Bandidas                                 | Sara Sandoval              | Gubás Gabi          | Espen Sandberg         |
| 2006 | Gyilkos szerelem                      | Lonely Hearts                            | Martha Beck                | Gubás Gabi          | Todd Robinson          |
| 2007 | Csak a szerelem kell                  | Across the Universe                      | Lövöldözős nővér           | Németh Borbála      | Julie Taymor (2.)      |
| 2009 | Rémségek cirkusza                     | Cirque Du Freak: The Vampire's Assistant | Madame Truska              | Németh Borbála      | Paul Weitz             |
| 2010 | Nagyfiúk                              | Grown Ups                                | Roxanne Chase-Feder        | Gubás Gabi          | Dennis Dugan (1.)      |
| 2011 | Csizmás, a kandúr                     | Puss in Boots                            | Puha Pracli Cicus (hangja) | Németh Borbála      | Chris Miller           |
| 2011 |                                       | Americano                                | Lola                       |                     | Mathieu Demy           |
| 2011 |                                       | As Luck Would Have It                    | Luisa                      |                     | Álex de la Iglesia     |
| 2012 | Kalózok! – A kétballábas banda        | The Pirates! Band of Misfits             | Cutlass Liz (hangja)       | Sági Tímea          | Peter Lord             |
| 2012 | Vadállatok                            | Savages                                  | Elena                      | Németh Borbála      | Oliver Stone           |
| 2012 | A maflás                              | Here Comes the Boom                      | Bella Flores               | Pikali Gerda        | Frank Coraci           |
| 2013 | Nagyfiúk 2.                           | Grown Ups 2                              | Roxanne Chase-Feder        | Gubás Gabi          | Dennis Dugan (2.)      |
| 2014 | Muppet-krimi: Körözés alatt           | Muppets Most Wanted                      | önmaga (cameo)             | Németh Borbála      | James Bobin            |
| 2014 | Everly: Gyönyörű és életveszélyes     | Everly                                   | Everly                     | Kisfalvi Krisztina  | Joe Lynch              |
| 2014 | Szerelem, angolosan                   | Some Kind of Beautiful                   | Olivia                     | Németh Borbála      | Tom Vaughan            |
| 2014 | Kahlil Gibran: A próféta              | Kahlil Gibran's The Prophet              | Kamila (hangja)            |                     | Roger Allers           |
| 2015 | Szörnyek és szerelmek                 | Tale of Tales                            | Longtrellis királynője     |                     | Matteo Garrone         |
| 2015 |                                       | Septembers of Shiraz                     | Farnaz                     |                     | Wayne Blair            |
| 2016 | Virsliparti                           | Sausage Party                            | Theresa Taco (hangja)      | Kéri Kitty          | Conrad Vernon          |
| 2016 | Virsliparti                           | Sausage Party                            | Theresa Taco (hangja)      | Kéri Kitty          | Greg Tiernan           |
| 2017 | Beatriz, mint vendég                  | Beatriz at Dinner                        | Beatriz                    | Kéri Kitty          | Miguel Arteta (1.)     |
| 2017 | Hogyan legyél latin szerető           | How to Be a Latin Lover                  | Sara                       | Gubás Gabi          | Ken Marino             |
| 2017 | Sokkal több mint testőr               | The Hitman's Bodyguard                   | Sonia Kincaid              | Majsai-Nyilas Tünde | Patrick Hughes (1.)    |
| 2018 | A Kolibri projekt                     | The Hummingbird Project                  | Eva Torres                 | Kéri Kitty          | Kim Nguyen             |
| 2019 | Amit nem akarsz tudni a szüleidről    | Drunk Parents                            | Nancy                      | Pikali Gerda        | Fred Wolf              |
| 2020 | Mint egy főnök                        | Like a Boss                              | Claire Luna                | Ullmann Mónika      | Miguel Arteta (2.)     |
| 2020 | Molly                                 | The Roads Not Taken                      | Dolores                    | eredeti nyelven     | Sally Potter           |
| 2021 | Mámor                                 | Bliss                                    | Isabel                     | Németh Borbála      | Mike Cahill            |
| 2021 | Sokkal több mint testőr 2.            | The Hitman's Wife's Bodyguard            | Sonia Kincaid              | Pikali Gerda        | Patrick Hughes (2.)    |
| 2021 | Örökkévalók                           | The Eternals                             | Aiak                       | Pikali Gerda        | Chloé Zhao             |
| 2021 | A Gucci-ház                           | House of Gucci                           | Pina Auriemma              | Pikali Gerda        | Ridley Scott           |
| 2022 | Csizmás, a kandúr: Az utolsó kívánság | Puss in Boots: The Last Wish             | Puha Pracli Cicus          | Németh Borbála      | Joel Crawford          |
| 2023 | Magic Mike utolsó tánca               | Magic Mike's Last Dance                  | Maxandra Mendoza           | Pikali Gerda        | Steven Soderbergh (2.) |
| 2024 |                                       | Without Blood                            | Nina                       |                     | Angelina Jolie         |

### Televízió

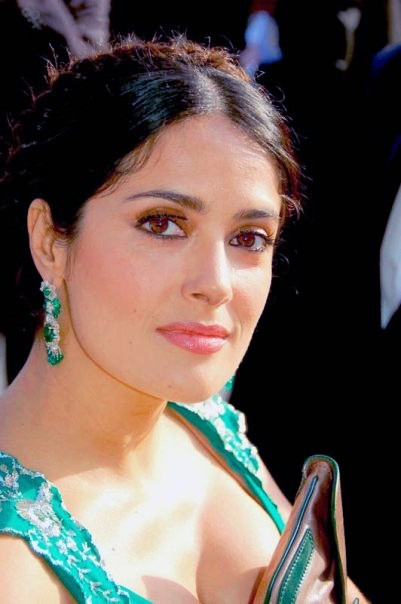
A 2008-as Cannes-i fesztiválon

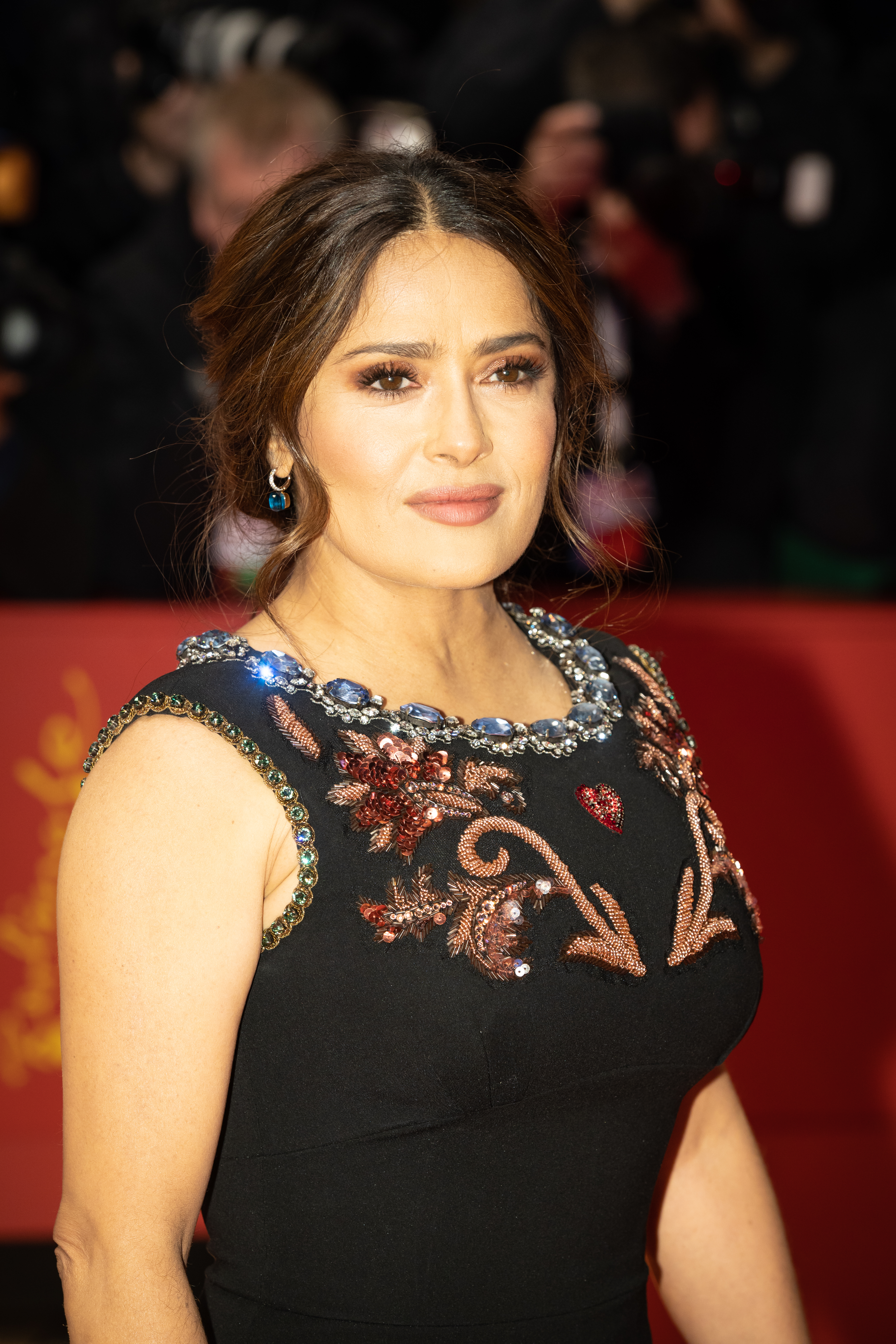
2020-ban

| Év        | Magyar cím                | Eredeti cím                       | Szerep                | Megjegyzések                                                |
| --------- | ------------------------- | --------------------------------- | --------------------- | ----------------------------------------------------------- |
| 1988      |                           | Un Nuevo Amanecer                 | Fabiola               | spanyol nyelvű teleregény                                   |
| 1989–1991 |                           | Teresa                            | Teresa                | spanyol nyelvű teleregény                                   |
| 1992      |                           | Dream On                          | Carmela               | 1 epizód                                                    |
| 1993      |                           | The Sinbad Show                   | Gloria Contreras      | mellékszereplő                                              |
| 1994      |                           | Roadracers                        | Donna                 | tévéfilm                                                    |
| 1994      |                           | El vuelo del águila               | Juana Catalina Romero | spanyol nyelvű teleregény                                   |
| 1997      | A Notre Dame-i toronyőr   | The Hunchback                     | Esmeralda             | - tévéfilm - magyar hangja: - Németh Borbála                |
| 1997      |                           | Gente Bien                        | Teresa                | spanyol nyelvű teleregény                                   |
| 2001      | Ha eljő a Pillangók ideje | In the Time of the Butterflies    | Minerva Mirabal       | tévéfilm (producer)                                         |
| 2003      | A Maldonado-csoda         | The Maldonado Miracle             | nem szerepel          | - tévéfilm - rendező és vezető producer                     |
| 2003      | Saturday Night Live       | Saturday Night Live               | önmaga (házigazda)    | 1 epizód                                                    |
| 2006–2010 | Ki ez a lány?             | Ugly Betty                        | Sofia Reyes / nővér   | - szereplő és vezető producer - magyar hangja: - Kéri Kitty |
| 2008      |                           | Jimmy Kimmel's Big Night of Stars | önmaga                | különkiadás                                                 |
| 2009–2013 | A stúdió                  | 30 Rock                           | Elisa Pedrera         | 7 epizód                                                    |

## Díjak

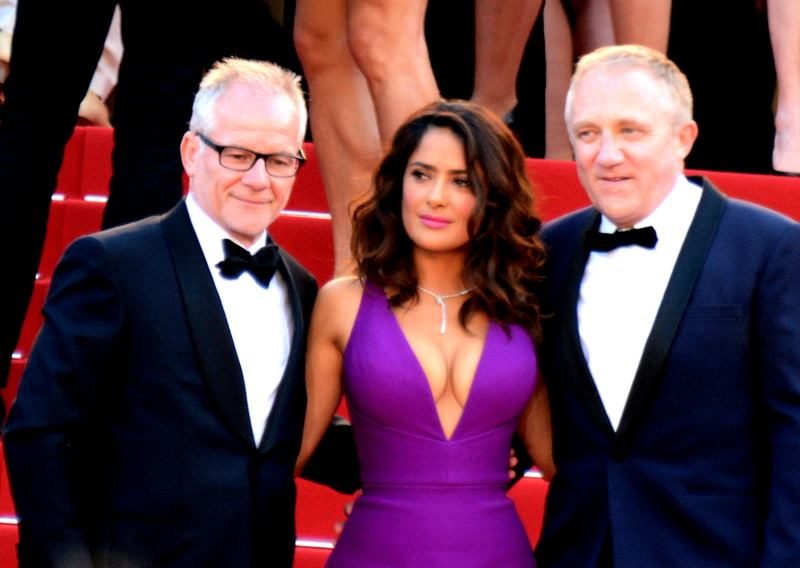
Hayek a 2015-ös Cannes-i filmfesztiválon

### Oscar-díj
| Év   | Kategória              | Film  | Eredmény |
| ---- | ---------------------- | ----- | -------- |
| 2003 | Legjobb női főszereplő | Frida | Jelölt   |

### Arany Glóbusz díj
| Év   | Kategória                   | Film  | Eredmény |
| ---- | --------------------------- | ----- | -------- |
| 2003 | A legjobb színésznő – Dráma | Frida | Jelölt   |

### Arany Málna díj
| Év   | Kategória                      | Film  | Eredmény |
| ---- | ------------------------------ | ----- | -------- |
| 2000 | Legrosszabb női epizódszereplő | Dogma | Jelölt   |

- Bambi-díj (2012)[18]